# テトテとテントテン
「テトテとテントテン with whiteeeen」（テトテとテントテン ウィズ ホワイティーン）は、GReeeeNの30枚目のシングル。2017年5月24日にZEN MUSICから発売された。

## 概要
- 男子目線で書かれており、「テトテ with GReeeeN」と対になっている楽曲である。
- 楽曲には妹分であるwhiteeeenが初参加している。
- whiteeeenメンバー曰く、「とても素敵で可愛い」とのこと。
- 曲中のドラムはメンバーのHIDEによるもの。

## ジャケット
- ジャケットは写真家・青山裕企による写真を使用したもの[1]。

## プロモーションビデオ
- 泉澤祐希演じる男子生徒が学校中に貼られたメモに翻弄されるストーリーとなっている[2]。
- whiteeeenが歌う「テトテ with GReeeeN」では佳島みさが演じる女子生徒視点のプロモーションビデオが存在しており、2つで1つのプロモーションビデオとなっている[3]。

## 収録曲
全曲、作詞･作曲：GReeeeN
1. テトテとテントテン with whiteeeen  [4:10]
  - エフティ 資生堂 シーブリーズ 第2弾CMソング
2. サヨナラ　ありがとう [4:23]
  - 編曲：GReeeeN、板井直樹